# Universidade Sofia
A Universidade Sofia (上智大学 Jōchi daigaku) é uma instituição de ensino superior privada e católica localizada no distrito japonês de Chiyoda, em Tóquio. Fundada em 1913 por jesuítas, recebe alunos de diversos países.